# Suncus infinitesimus
Suncus infinitesimus es una especie de musaraña de la familia Soricidae endémica de África.
Se encuentra en Kenia y Sudáfrica. Sus hábitats naturales son bosques montados y de tierras bajos húmedas tropicales o subtropicales, pastizales secos y tierras cultivables.